# کوئینسی ویلسون
کوئینسی ویلسون (انگلیسی: Quincy Wilson؛ زادهٔ ۸ ژانویهٔ ۲۰۰۸) دونده سرعت اهل ایالات متحده آمریکا است.
وی در مسابقات کشوری و بین‌المللی در مجموع برندهٔ ۱ مدال طلا شده است.